# هياج المستوطنين الإسرائيليين أبريل 2024
في أبريل 2024، هاجم مستوطنون إسرائيليون 11 قرية فلسطينية في الضفة الغربية، ونتج عن الهجوم مقتل أربعة فلسطينيين بالرصاص، وقتل آلاف الحيوانات، وإحراق عشرات المنازل وأكثر من 100 سيارة. وكان الهجوم حملة انتقامية بعد اختفاء المراهق الإسرائيلي بنيامين أشيماير في 12 أبريل 2024. أدى عنف المستوطنين إلى تهجير نحو 20 تجمعًا سكانيًا فلسطينيًا منذ 7 أكتوبر. ووصفت هيئة الإذاعة البريطانية الهجوم بأنه بدا "حملة انتقام منظمة نفذتها مجموعات منسقة على الأرض، واستهدفت فلسطينيين عاديين ليس لهم صلة واضحة بجريمة قتل بنيامين أشيماير سوى سوء حظهم بالعيش في مكان قريب".

## خلفية
منذ عام 1967، احتلت إسرائيل الضفة الغربية؛ وبحلول عام 2024، كانت إسرائيل تسيطر على حوالي 60% من الضفة الغربية، وانتقل حوالي 700000 إسرائيلي إلى الضفة الغربية والقدس الشرقية منذ عام 1967، يرغب الكثير منهم في إبقاء هذه المناطق تحت السيطرة اليهودية. ويعتبر المجتمع الدولي المستوطنات الإسرائيلية غير شرعية.
في أواخر عام 2022 تم انتخاب قادة اليمين المتطرف في حركة الاستيطان الإسرائيلية في حكومة إسرائيل وتعيينهم وزراء بارزين؛ وفي أوائل عام 2023، تصاعد عنف المستوطنين الإسرائيليين، والذي شمل هياج حوارة في فبراير 2023. وفي أكتوبر 2023 رافق اندلاع الحرب الإسرائيلية الفلسطينية تصعيدًا إضافيًا في عنف المستوطنين الإسرائيليين في الضفة الغربية. وخلال الحرب "تصرف المستوطنون بحصانة شبه كاملة"، كما كتبت بي بي سي نيوز في مايو 2024.

## اعتداءات المستوطنين

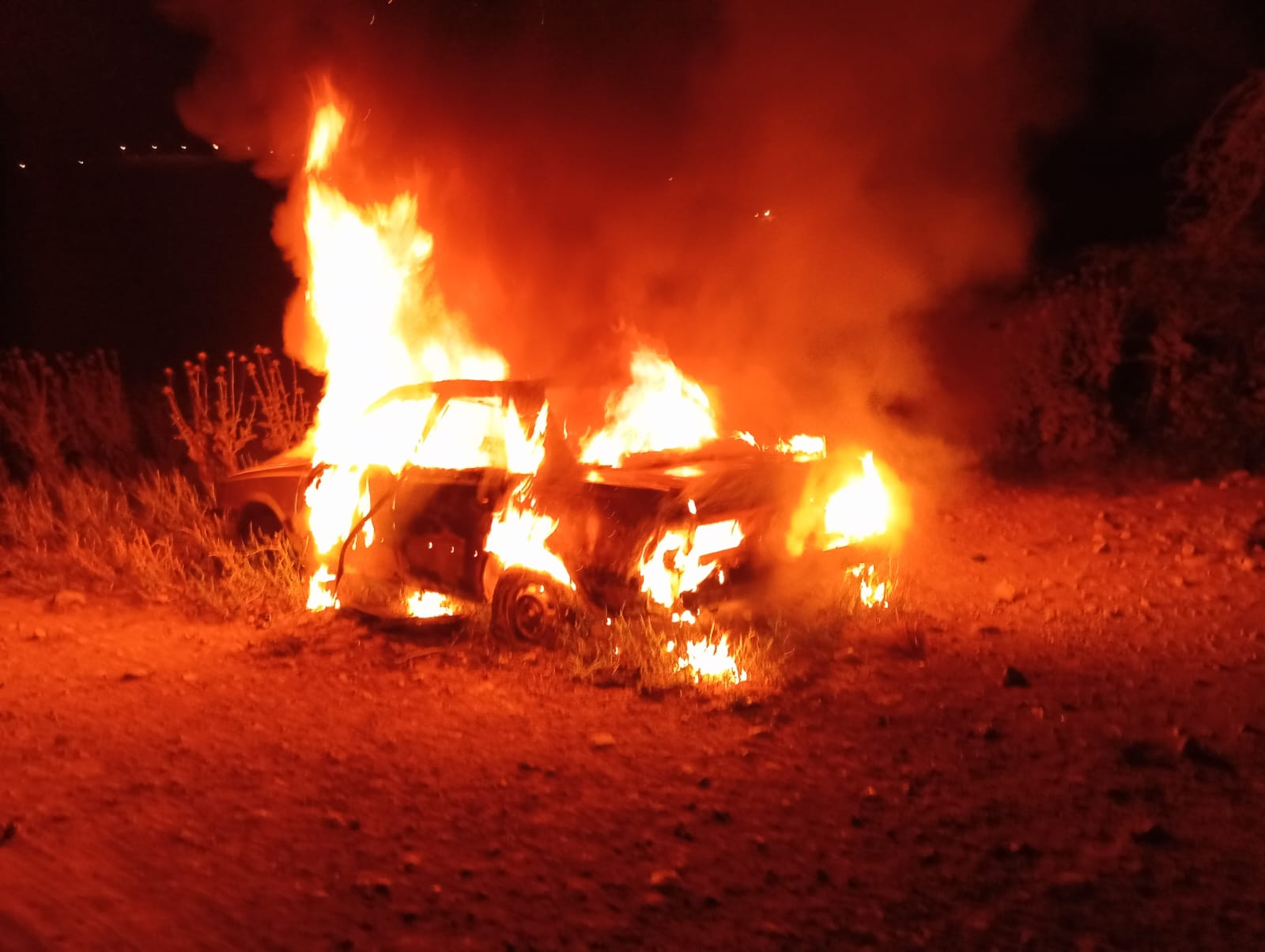
أضرم المستوطنون الإسرائيليون النار في سيارة فلسطينية بعد قتله شمال غور الأردن

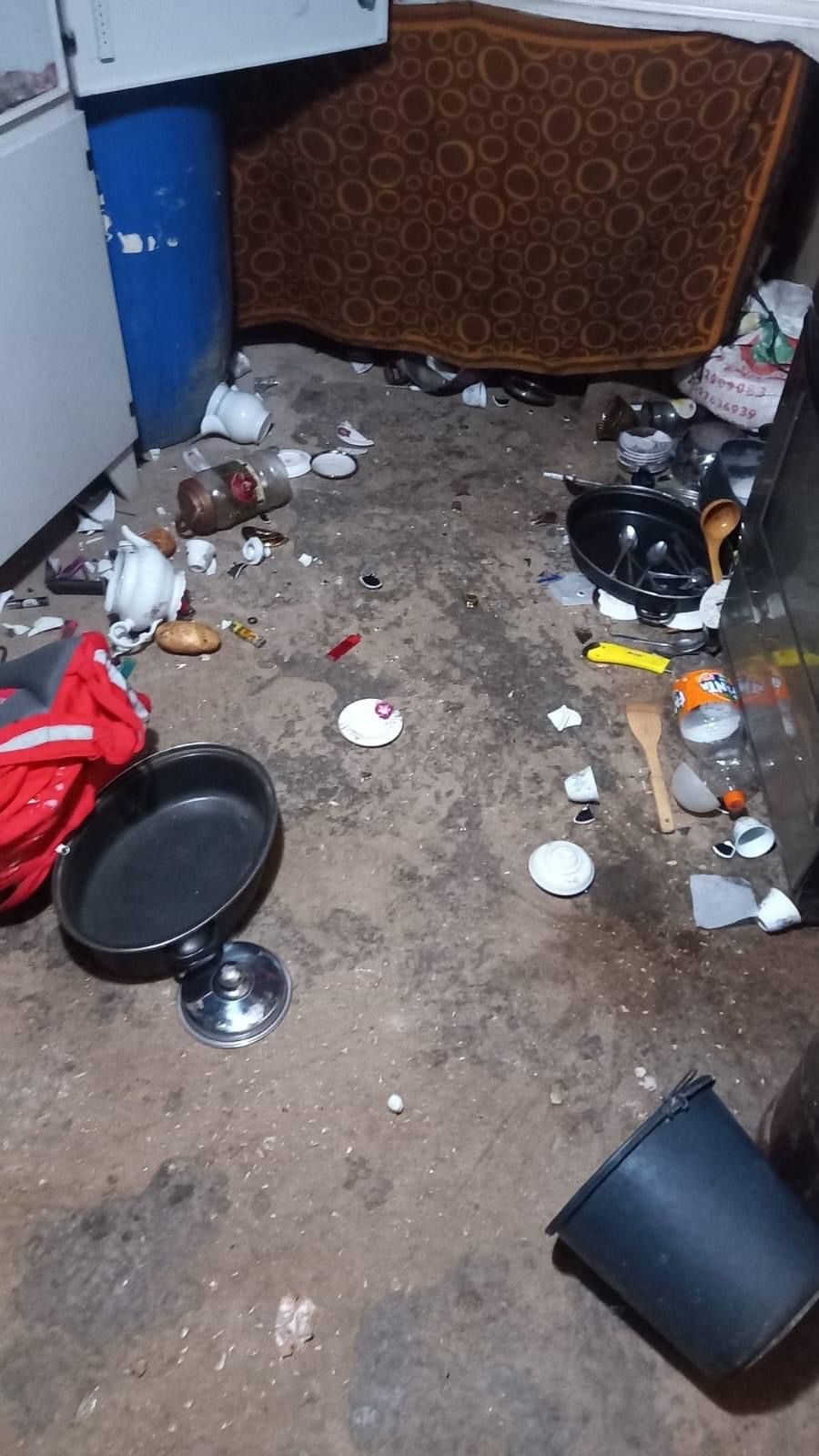
منزل في قرية عين الحلوة في غور الأردن بعد هجوم المستوطنين الإسرائيليين، 13 أبريل 2024

## ردود الفعل

### الدولية
- قالت منظمة العفو الدولية إن التصاعد المقلق في العنف الذي يمارسه المستوطنون الإسرائيليون ضد الفلسطينيين في مختلف أنحاء الضفة الغربية المحتلة في الأيام الأخيرة، يُظهر الحاجة الماسة لتفكيك المستوطنات غير القانونية، وإنهاء الاحتلال الإسرائيلي للأراضي الفلسطينية المحتلة، وتفكيك نظام الأبارتهايد (الفصل العنصري) طويل الأمد.
- في 8 17 أبريل، ذكرت هيومن رايتس ووتش أن جيش الاحتلال الإسرائيلي إما شارك في هجمات المستوطنين العنيفة في الضفة الغربية أو لم يَحمِ الفلسطينيين منها، وقد هجرت هذه الهجمات أفرادا من 20 تجمعًا سكانيًا، وأزالت سبعة تجمعات سكانية على الأقل بالكامل منذ السابع من أكتوبر.[9]

## وصلات خارجية
- "هجمات المستوطنين الإسرائيليين المميتة والمدعومة من الدولة تؤكد الحاجة الملحة إلى تفكيك نظام الأبارتهايد". منظمة العفو الدولية. 22 أبريل 2024. مؤرشف من الأصل في 2024-05-09. اطلع عليه بتاريخ 2024-06-08.